# Annette et le Criminel
Annette et le Criminel est un des deux derniers romans de jeunesse d'Honoré de Balzac publié en 1824, sous le pseudonyme de Horace de Saint-Aubin. Il est la suite non-dite du Vicaire des Ardennes. Il sera réimprimé en 1840 sous le titre d'Argow le pirate.

## Histoire du roman
Après la censure du Vicaire des Ardennes, Balzac s'essaie pour la première fois à la technique des personnages reparaissants. On voit ainsi réapparaître Argow le pirate, déjà présent dans Le Vicaire. Annette et le Criminel est l'histoire d'amour entre Annette et Argow le pirate. Si bien qu'on peut confondre, dans ce livre en trente chapitres et deux parties, Argow le pirate et  Annette et le Criminel, les deux livres ne faisant qu'un.
Balzac prétend que le sujet du roman lui a été fourni par un fait divers lu dans un compte rendu judiciaire de 1816-1817. On n'a aucune certitude sur ce point.

## Résumé
Annette Gérard rompt avec un jeune homme auquel elle avait promis sa main et elle décide de se consacrer à Argow le pirate, le criminel dont elle veut obtenir la « rédemption ». Argow devra se repentir pour trouver le salut de son âme. Mais les deux héros de l'histoire meurent à la fin et il ne reste que « l'homme nul », monsieur Gérard, le père d'Annette (ce père, d'après le portrait qu'en fait Balzac, était « le portrait de l'homme nul » selon Lavater).

## Postérité
Le jeune romancier inaugure ici toutes sortes de techniques. Outre le retour des personnages, il crée des profils psychologiques qu'il reprendra plus tard dans La Comédie humaine. Par exemple, monsieur Gérard, qui va faire pousser de fleurs sur la tombe des deux jeunes gens, est atteint de crétinisme causé par le chagrin, comme le sera Ferragus XXIII.
Balzac a aussi repris le thème du pirate et de la jeune fille pure dans La Femme de trente ans ; l'amant de la fille de Julie d'Aiglemont a le même pouvoir de fascination par le regard qu'Argow le pirate.

## Rééditions du texte
- Honoré de Balzac, Premiers romans, 1822-1825, Robert Laffont, coll. « Bouquins », Paris, 1999, 2 vol.  (ISBN 2221090454). Le volume 2 contient : La Dernière Fée ou la Lampe merveilleuse, Le Vicaire des Ardennes, Annette et le Criminel, Wann-Chlore ; le volume 1 contient : L'Héritière de Birague, Jean-Louis ou La fille trouvée, Clotilde de Lusignan. Édition établie par André Lorant.
- Balzac, œuvres diverses, Pierre-Georges Castex (dir.), avec Roland Chollet, René Guise et Nicole Mozet, Bibliothèque de la Pléiade, Paris, 1990, t. I  (ISBN 2070106640).
- Annette et le Criminel a été numérisé. On le trouve en ligne.